# Kalev Chocolate-Kuota
L'equip Kalev Chocolate-Kuota va ser un equip ciclista estonià de ciclisme en ruta que va competir entre 2000 i 2010. De 2005 a 2010 tenia categoria continental.

## Principals resultats
- Gran Premi EOS Tallinn: Janek Tombak (2006)

### A les grans voltes
- Giro d'Itàlia
  - 0 participacions
- Tour de França
  - 0 participacions
- Volta a Espanya
  - 0 participacions

## Classificacions UCI
Fins al 1998 els equips ciclistes es trobaven classificats dins l'UCI en una única categoria. El 1999 la classificació UCI per equips es dividí entre GSI, GSII i GSIII. D'acord amb aquesta classificació els Grups Esportius I són la primera categoria dels equips ciclistes professionals. La següent classificació estableix la posició de l'equip en finalitzar la temporada.
| Temporada | Classificació per equips | Millor ciclista en la classificació individual |
| --------- | ------------------------ | ---------------------------------------------- |
| 2004      | 49è (GSIII)              | Oskari Kargu (945è)                            |

A partir del 2005, l'equip participa en els Circuits continentals de ciclisme.
UCI Àfrica Tour
| Temporada | Classificació per equips | Millor ciclista en la classificació individual |
| --------- | ------------------------ | ---------------------------------------------- |
| 2008      | 15è                      | Adam Wadecki (81è)                             |

UCI Europa Tour
| Temporada | Classificació per equips | Millor ciclista en la classificació individual |
| --------- | ------------------------ | ---------------------------------------------- |
| 2005      | 106è                     | Andrei Mustonen (940è)                         |
| 2006      | 89è                      | Mart Ojavee (514è)                             |
| 2007      | 87è                      | Mart Ojavee (245è)                             |
| 2008      | 83è                      | Adam Wadecki (167è)                            |
| 2009      | 76è                      | Gert Jõeäär (358è)                             |
| 2010      | 76è                      | Alessandro Bertuola (342è)                     |